# Egesina javanica
Egesina javanica là một loài bọ cánh cứng trong họ Cerambycidae.